# 누르 무카담
누르 무카담(Noor Mukadam, 1993년 10월 23일 ~ 2021년 7월 21일)은 2021년에 젊은 나이로 남성에게 살해당한 여성이다. 대한민국과 카자흐스탄주재 파키스탄 대사를 지낸 전직 외교관 샤우카트 알리 무카담(Shaukat Mukadam)의 딸이다. 소꿉친구인 남성이 자신의 고백을 거절하자 고문을 한 뒤 총격을 했고, 참수되어 사망했다. 용의자는 친가와 외가가 모두 부유한 가문 출신으로 알려졌다.